# Hexacorallia
Hexacorallia е подклас на коралите (Anthozoa), състоящ се от около 4300 вида от водни полипни организми, образуващи колонии, обикновено с 6-кратна симетрия. Той включва всички каменни корали, които са от жизненоважно значение за формирането на кораловите рифове, както и всички морски анемони, тръбни анемони и зоантарии в рамките на шест съвременни разреда. Те се отличават от другия подклас на Anthozoa, Octocorallia, с шест или по-малко линии на симетрия в структурата на тялото си и отделни редове от пипала. Тези организми са формирани от отделните меки полипи, като някои живеят на колонии и могат да отделят калциев скелет. Като с всички мешести тези организми имат сложен жизнен цикъл, включващ подвижни фаза, когато те се считат за планктон, а по-късно и характерната прикрепена зряла фаза. Подкласът също така включва значимите, но изчезнали разреди на набръчканите корали и табулатните корали.

## Филогения
Счита се, че Hexacorallia е монофилетичен таксон, тоест всички съдържащи се видове са произлезли от общ прародител, но някой учени смярар, че много от текущите разреди не са. Исторически Ceriantharia и Antipatharia са смятани за отделен подклас наречен Ceriantipatharia, макар че по-нови генетични изследвания, ги поставят в Hexacorallia, а Ceriantharia като най-старата, основна група.
Подкласът включва важните изграждащи коралови рифове мадрепорови корали (Scleractinia), актинии (Actiniaria) и свързаните с тях тръбни анемонии (Ceriantharia) и зоантарии (Zoantharia). Antipatharia съдържа черни корали, а Corallimorpharia са сходни с анемониите. Съществуващите разреди са показани по-долу:
|  | Ceriantharia |
|  | |
|  | \| \| Actiniaria \| \| \| \| \| \| Antipatharia \| \| \| \| \| \| Corallimorpharia \| \| \| \| \| \| Мадрепорови корали \| \| \| \| \| \| Zoantharia \| \| \| \| |
|  | |
|  | Actiniaria |
|  | |
|  | Antipatharia |
|  | |
|  | Corallimorpharia |
|  | |
|  | Мадрепорови корали |
|  | |
|  | Zoantharia |
|  | |

|  | Actiniaria         |
|  |                    |
|  | Antipatharia       |
|  |                    |
|  | Corallimorpharia   |
|  |                    |
|  | Мадрепорови корали |
|  |                    |
|  | Zoantharia         |
|  |                    |

Изчезналите разреди корали са били класифицирани въз основа на калциевия скелет образуващ богат изкопаем запис. Обикновено се смята, че са близки с предците на съвременните мадрепорови коралии са съществували по време на палеозойската ера 570 – 245 млн.години::
- † Numidiaphyllida
- † Kilbuchophyllida
- † Heterocorallia
- † Rugosa
- † Heliolitida
- † Tabulata
- † Cothoniida
- † Tabuloconida